# Redenhof (Hameln)

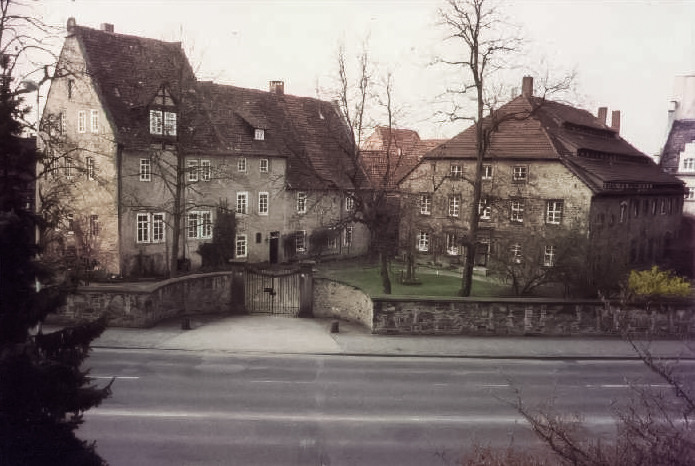
Der Redenhof in Hameln

Der Redenhof ist ein ehemaliger Adelshof in der Altstadt von Hameln. Er ist die letzte Anlage dieser Art in Hameln und gehört zu den wenigen Adelshöfen, die sich innerhalb von Städten in ihrer Gesamtheit erhalten haben.
Der Redenhof entstand, als Ernst von Reden im Jahr 1568 von Braun von Eddingerode den sogenannten „Roten Hof“, Teil eines Freihofes, erwarb. Hierauf ließ er sich ein Wohngebäude im Stil der Spätgotik mit Elementen der Frührenaissance als Freihaus errichten. Da der Redenhof zum Fideikommiss der von Reden gehört, blieb er bis heute (2016) im Besitz der Familie.
Zu dem bis heute (2016) bewohnten denkmalgeschützten Redenhof gehören das historische Wohnhaus und ein früheres Wirtschaftsgebäude aus Bruchsteinmauerwerk. Das 3000 m² große Hofgrundstück ist größtenteils von einer fast zwei Meter hohen Bruchsteinmauer umgeben. Der Redenhof grenzt an einen erhaltenen Abschnitt der historischen Stadtmauer an. 
In früheren Jahrhunderten lag der Hof am südöstlichen Stadtrand innerhalb der Stadtbefestigung von Hameln. Wenige Meter entfernt lag der 1971 abgerissene Kiepehof.

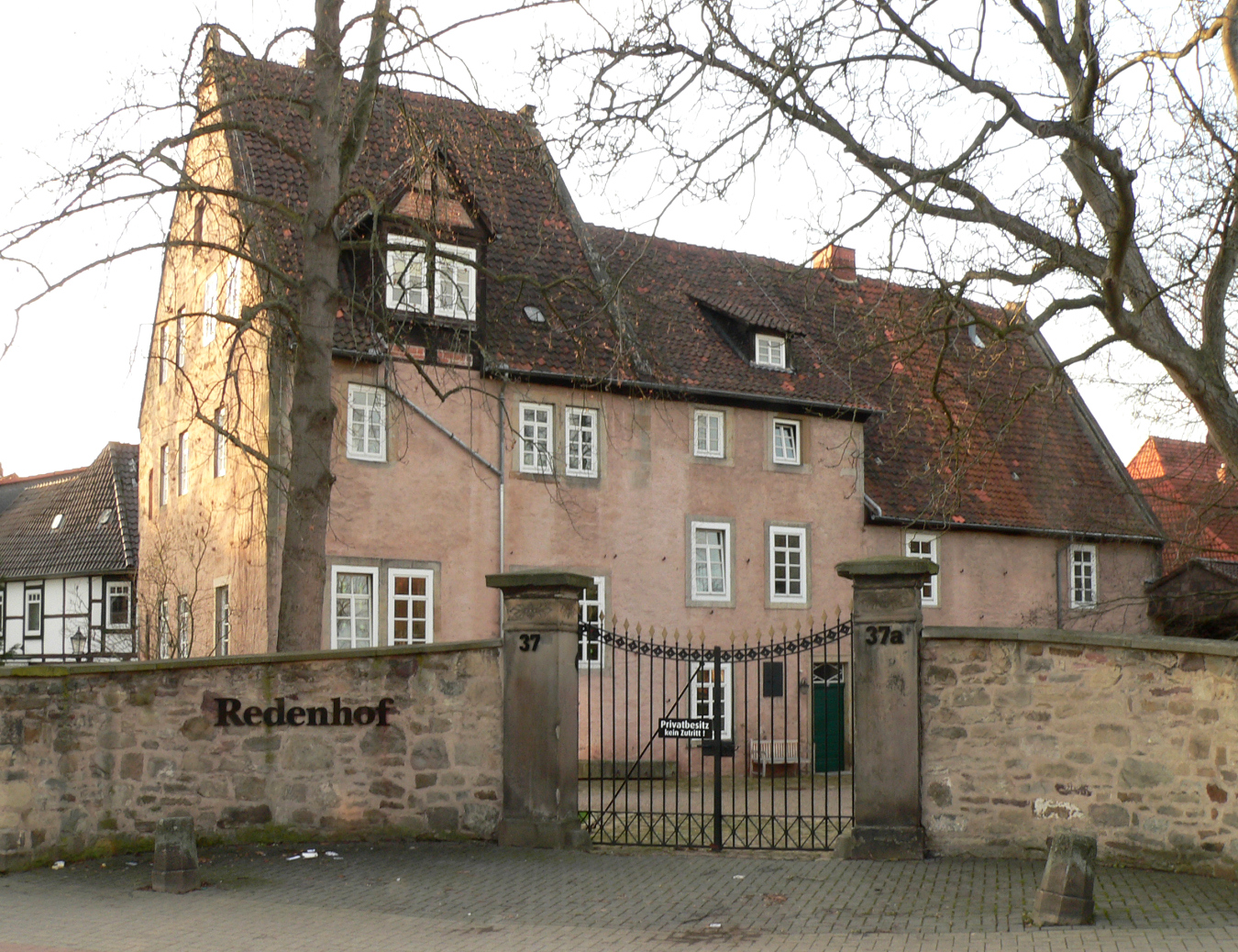
Das Wohngebäude des Redenhofs, Hauptstraßenseite
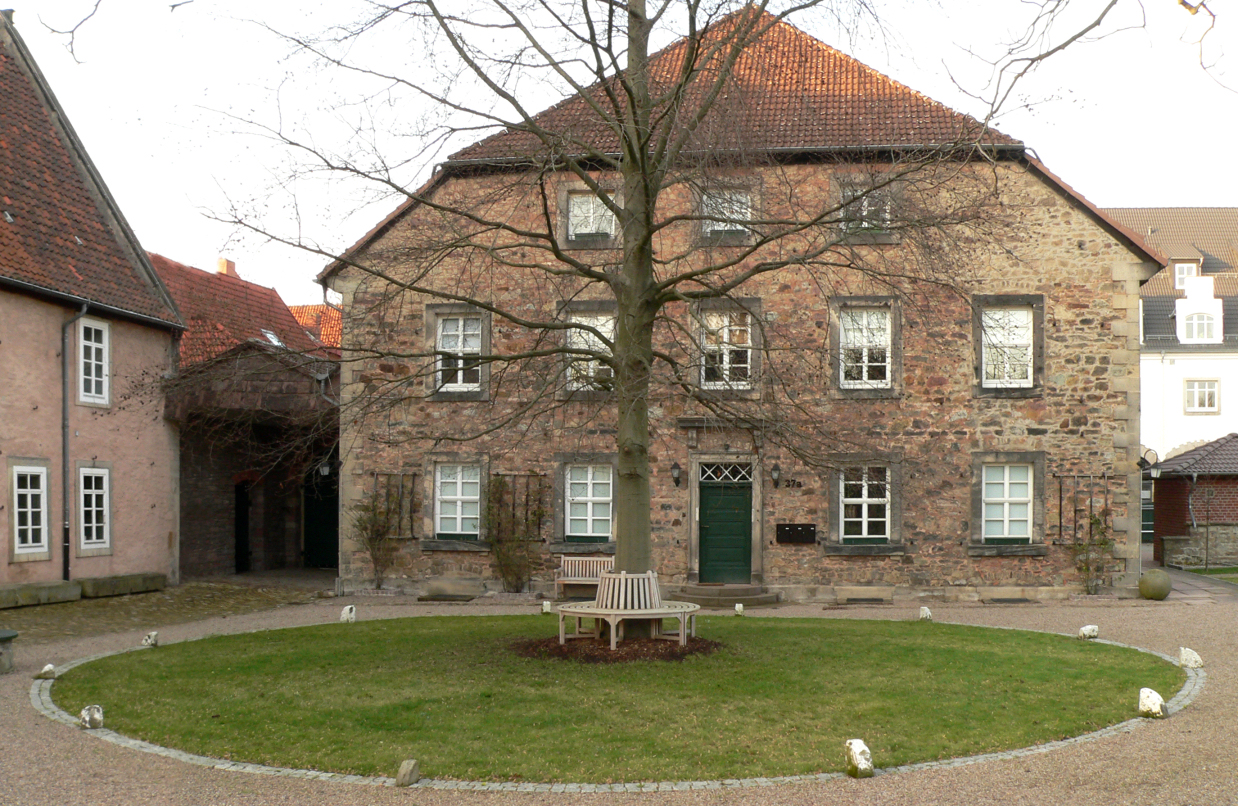
Früheres Wirtschaftsgebäude des Redenhofs, Hauptstraßenseite
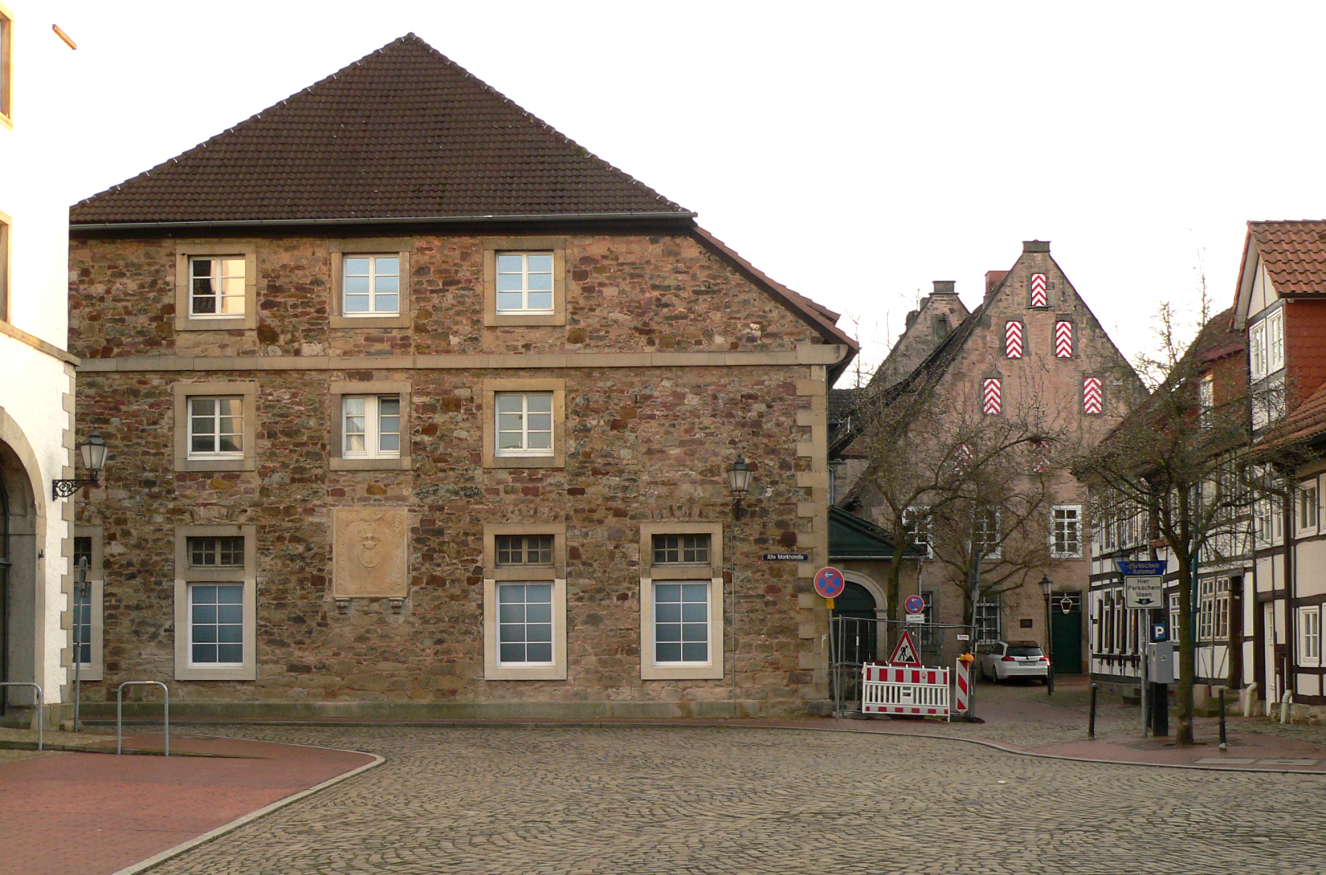
Wirtschaftsgebäude und Wohngebäude, Innenstadtseite